# Domokos Gábor (építészmérnök)
Domokos Gábor (Budapest, 1961. november 12. –) magyar építészmérnök, alkalmazott matematikus, egyetemi tanár, a Magyar Tudományos Akadémia rendes tagja. A nemlineáris mechanika, az alkalmazott matematika nemzetközi hírű tudósa. Számos interdiszciplináris (tudományterületek közötti) publikációja jelent meg. A Várkonyi Péterrel létrehozott, később Gömböcnek elnevezett konvex test az első ismert homogén test, amelynek egy stabil és egy instabil, azaz összesen két egyensúlyi pontja van. Domokos 2024-ben egy új univerzális formaosztály, a lágy cellák létezését bizonyította.

## Életpályája
Édesapja Domokos Miklós és édesanyja is matematika szakon végeztek, de más területen dolgoztak. Orgonálni Baróti István tanította, a zenéléssel az egyetem miatt később felhagyott. 

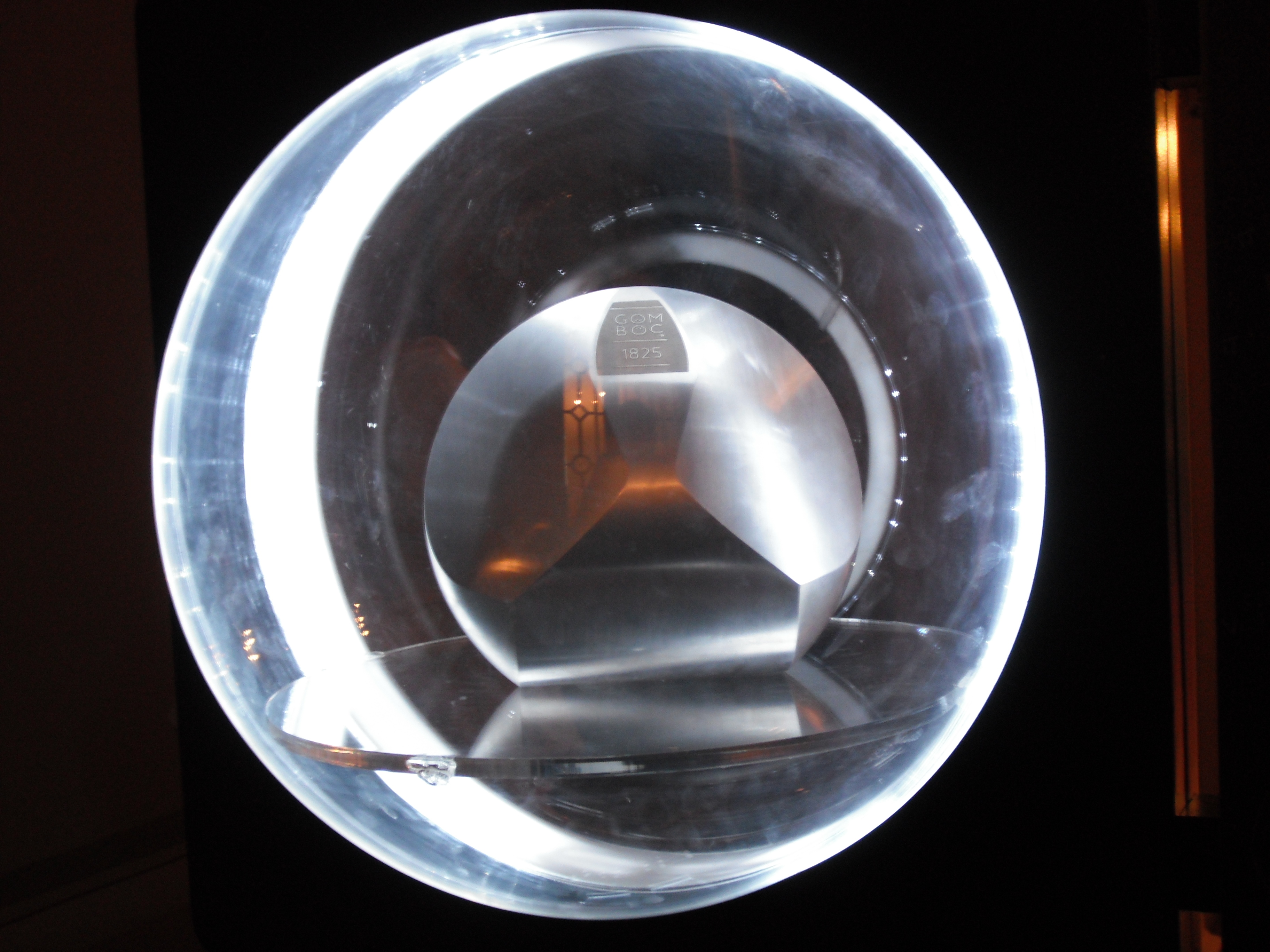
Az 1825-ös számú Gömböc védőüvegben az MTA székházában

1981-ben kezdte meg egyetemi tanulmányait a Budapesti Műszaki Egyetem (ma: Budapesti Műszaki és Gazdaságtudományi Egyetem) Építészmérnöki Karán, ahol 1986-ban szerzett építészmérnöki diplomát. Ennek megszerzése után az egyetem mechanika tanszékén TMB-ösztöndíjas volt. 1989-től az egyetem szilárdságtani és tartószerkezeti tanszékén kapott állást tanársegédi beosztásban. 1990-ben kapott adjunktusi kinevezést. 1994-től egyetemi docensként dolgozott. 1996-ban habilitált, majd megkapta egyetemi tanári megbízását. Közben 1995 és 1998 között az Építészmérnöki Kar tudományos dékánhelyettese volt. 1997 és 2000 között Széchenyi professzori ösztöndíjjal kutatott. Magyarországi állása mellett 1998 és 1999 között a Cornell Egyetem (Ithaca, New York) vendégprofesszora volt, majd 1999-ben az egyetem elméleti és alkalmazott mechanikai tanszékén címzetes professzori címet kapott. Ezenkívül 1987-ben a Bécsi Műszaki Egyetemen, 1990–1991-ben a Cornell Egyetemen, 1991-ben a cambridge-i Peterhouse College-ban, illetve 1993–1994-ben a Marylandi Egyetemen tett tanulmányutakat. A 2008-2009-es tanévben a cambridge-i Trinity College (Visiting Fellow Commoner) vendégprofesszora volt. 
1989-ben védte meg a műszaki tudományok kandidátusi, 1997-ben pedig akadémiai doktori értekezését. Az MTA Elméleti és Alkalmazott Mechanikai Bizottságának lett tagja, amelynek 1996 és 1998 között titkára volt. 2004-ben megválasztották a Magyar Tudományos Akadémia levelező, 2010-ben pedig rendes tagjává. Akadémiai tisztségein kívül a német Alkalmazott Matematikai és Mechanikai Társaság (Gesellschaft für Angewandte Mathematik und Mechanik, GAMM) magyar nemzeti bizottságának elnökévé választották.
Több mint nyolcvan tudományos publikáció szerzője vagy társszerzője. Publikációt magyar, angol és német nyelven adja közre.
Felesége közgazdász, egy fiuk született.

## Munkássága
Fő kutatási területe a nemlineáris mechanika és az alkalmazott matematika műszaki kérdései. Kezdetben a katasztrófaelmélet alkalmazásaival foglalkozott, majd áttért a tartószerkezetek nagy kilengéseinek és stabilitásának, a csoportelmélet mechanikai alkalmazásainak kérdéseire. Kutatásokat végzett munkatársaival a számítógépes mechanika területén, itt párhuzamos és rekurzív algoritmusokat alakítottak ki az egyensúlyi helyzetek mérésére.
A 2000-es évek első évtizedének második felében tevékenysége interdiszciplináris jellegű, munkatársaival több, a műszaki területtől távoli folyóirataiban publikált. Diszkrét populációdinamikai modellekben rámutatott a környezeti zaj jelentős szerepére. 
Munkássága legnagyobb, komoly nemzetközi tudományos visszhangot is kiváltó sikerét a Gömböc megalkotása hozta el Domokos számára. 

## A Gömböc története

### Hipotézis, bizonyítás, létrehozás

A Gömböc visszatér stabil egyensúlyi helyzetébe

Nagy nemzetközi visszhangot keltett elmélete és ebből megalkotott szerkezete, amely Vlagyimir Igorevics Arnold orosz matematikus egyik hipotézisét igazolta. Domokos munkatársával, Várkonyi Péterrel bebizonyította a Gömböc nevű, homogén (azaz egy anyagból készült), konvex, két (egy stabil és egy instabil) egyensúlyi ponttal rendelkező test létezését, valamint sikerült ezt a testet fizikailag is létrehozniuk. 
Gömböc megalkotása konstruktív módon bizonyította Arnold 1995-ös hipotézisét, mely szerint létezik olyan homogén, konvex test, melynek négynél kevesebb egyensúlyi pontja van. Ezt a tulajdonságot nevezik úgy is, hogy a test mono-monostatikus. Ezt a problémát a homogenitás és konvexitás feltételei teszik nehézzé. Nem homogén anyagból vagy nem konvex, ilyen tulajdonságú testet könnyen létre lehet hozni, erre példa a keljfeljancsi. Számos matematikus úgy vélte, hogy ilyen testet egyáltalán nem is lehet létrehozni, sőt kétdimenziós sokszögekre ezt be is bizonyították. Arnold azonban kitartott amellett, hogy a feladat térben megoldható.
Domokos Gábor és felesége kifejlesztett egy osztályozási rendszert, ami a testeket aszerint jellemzi, hogy milyen és mennyi egyensúlyi pontjuk van. Egy korai kutatásukban 2000 mosott kavicsot vizsgáltak meg Rodoszon, és nem találtak köztük olyan testet, ami egyensúlyi szempontból a Gömböcre hasonlított volna. Később Domokos egyik doktorandusza, Várkonyi Péter is bekapcsolódott a kutatásba, amelyet posztdoktori ösztöndíja idején is folytatott.
Domokos és Várkonyi rájöttek, hogy milyen tulajdonságokkal nem rendelkezhetnek ezek a feltételezett testek: nem lehetnek se túl vékonyak, se túl laposak, mert ezek a tulajdonságok eleve kettő vagy több stabil egyensúlyi pontot vonnának maguk után. A Gömböcnek tehát gömbszerű tulajdonságai vannak: vastagsága és keskenysége is minimális. Ezen feltételek (a Gömböc alakjának) legkisebb sérülése esetén a Gömböc megszűnik Gömböc lenni: ezért valószínűtlen, hogy Gömböc alakú követ találjunk.
A Gömböc tulajdonságainak behatárolása leegyszerűsítette a keresést, így a kutatóknak sikerült leírniuk egy olyan testet, ami kielégíti a keresett feltételeket, azaz csak két egyensúlyi ponttal rendelkezik. Ez a forma azonban szabad szemmel megkülönböztethetetlen volt a gömbtől: a különbség egy 1 m átmérőjű gömböc esetén mindössze 0,01 mm lett volna. Ezt a testet nem lehetett iparilag előállítani sem.
Domokosék ezért folytatták a keresést, eldobva néhány más megszorításukat is (korábban ugyanis olyan Gömböcöt akartak találni, ami nem rendelkezik éles sarokkal). A kutatást ezúttal is siker koronázta: a második Gömböc már megvalósíthatónak bizonyult, és Gömböc néven ma is kapható.

### Kísérletek
Domokos és Várkonyi egy évet töltött teknősök megfigyelésével, méregetésével a Budapesti Állatkertben, a Magyar Természettudományi Múzeumban és különböző állatkereskedésekben. Digitalizálták, elemezték testük és páncéljuk formáját, és összevetették geometriájukat a számításaikkal. Így jutottak el egyik biomechanikai igazolásukhoz, miszerint a teknős páncéljának geometriája (felépítése, formája) szorosan összefügg azzal a stratégiával, amellyel a hátára fordított teknősök talpra állnak. A különböző aszteroidákon megfigyelt poliéderes geometriára sikerült egyszerű mechanikai modellek segítségével magyarázatot találnia.  

### Fogadtatás
Domokosék felfedezése után készített első publikációját ötször dobták vissza, míg végül megjelenhetett a Proceedings of the Royal Societyben. 
Ezután több nagy tekintélyű tudományos lap népszerűsítette a felfedezést; még a legtekintélyesebbek is, olyanok mint a Nature és a Science. A The Mathematical Intelligencer 2006. évi 4. számának címlapjára is a Gömböc képe került - ez volt a második magyar vonatkozású címlap a Rubik-kocka 1979-es bemutatása óta. Több nem-matematikai lap is figyelmet szentelt neki, és 28 nyelven jelentek meg róla híradások. 2009. február 13-án a BBC közvetítésében Stephen Fry demonstrálta a gömböc tulajdonságait, Domokos Gábor pedig mesélt a felfedezés történetéről.
A The New York Times 2007 hetven legérdekesebb ötlete közé választotta. Domokosék Gömböc alakú teknőspáncélról szóló elméletet több biológus is elfogadta. A biomechanika egyik úttörője, Robert McNeill Alexander felhasználta az evolúciós optimalizálásról szóló 2008-as előadásában.

## A Gömböc nyomában – A nemzetközi sikerek folytatódnak
2024-ben Domokos egy új univerzális formaosztály, a lágy cellák létezését bizonyította, melyek hézagok és éles csúcsok nélkül töltik ki a teret. Motivációként a csigáspolip házában található belső kamrák alakja szolgált, melyek a külső vázat sarkok nélkül töltik ki.
Domokos Gábor, és Regős Krisztina, a doktorandusza tovább folytatták a matematika és más tudományok között kapcsolatot teremteni kívánó kutatásaikat. Míg a Gömböc az építészeket ihlette meg a különleges formájú épületek tervezésére, addig a különleges formájú, csúcs nélküli formát magukban rejtő épületek Domokosékat. A kocka geometriájából indultak ki, és sikerült annak éleit úgy meghajlítaniuk hogy nemcsak a csúcsok tűntek el, de az így keletkező test térkitöltő maradt. Ez inspirálta az első, csúcs nélküli térkitöltő cella megalkotására.
A kiinduló lépést követő, már az Oxfordi Egyetemmel végzett közös munka során felfedezték, hogy a nautilusz celláinak geometriája lágy. Később kiderült, hogy több már kihalt, az ammonoideák alosztályába tartozó faj is a nautiluszokhoz hasonlóan, csúcsok nélküli belső cellákkal rendelkezett. Domokosék felfedezésük publikálását követően nem csak az Oxfordi Egyetemen kerültek a tudományos hírek élére, de a Harvardon, a Nature-ben, a Smithonian Magazinban, a torontói Fields Magazinban és a több német tudományos oldalon is.

## Díjai, elismerései
- Magyar Köztársasági Érdemrend lovagkeresztje (2007)
- Gábor Dénes-díj (2019)[15]

## Főbb publikációi
- Axiálisan terhelt vasbeton keresztmetszetek számítása konvergens iterációval a II. feszültségi állapotban (1988)
- Kikötött árbócok nagy elmozdulásainak vizsgálata (1989)
- Global Description of a Simple Mechanical Model (társszerző, 1990)
- Euler's Problem, Euler's Method and the Standard Map, or, the Discrete Charm of Buckling (1993)
- Global Description of Elastic Bars (1994)
- Constrained Euler Buckling (társszerző, 1997)
- Constrained Euler Buckling: an Interplay of Computation and Analysis (társszerző, 1999)
- Hidden Symmetry of Global Solutions in Twisted Elastic Rings (társszerző, 2003)
- Mono-Monostatic Bodies: The Answer to Arnold’s Question (Várkonyi Péterrel, 2007)
- Only Noise Can Induce Chaos in Discrete Populations (társszerző, 2007)
- Geometry and Self-Righting of Turtles (Várkonyi Péterrel, 2008)
- Modellek a diszkrét és folytonos között, avagy Dialógus a kontinuumról (Székfoglaló előadások a Magyar Tudományos Akadémián. Budapest, 2014)